# Ванин, Иван Иванович
Ива́н Ива́нович Ва́нин (1898, Токарёво — 1973) — советский учёный, ботаник, миколог и фитопатолог.

## Биография
Родился в октябре 1898 года в селе Токарёво Касимовского уезда Рязанской губернии (ныне Касимовский район Рязанской области) в крестьянской семье. Окончил Воронежский сельскохозяйственный институт и ленинградский Институт прикладной зоологии и фитопатологии. Работал в Ленинграде, в лаборатории микологии и фитопатологии им. А. А. Ячевского Всесоюзного института защиты растений, затем в НИИ плодоводства им. И. В. Мичурина (Мичуринск), в Воронежской области на Россошанской плодово-ягодной станции. С 1960 года — сотрудник Центральной генетической лаборатории имени И. В. Мичурина (ЦГЛ, ныне Всероссийский НИИ генетики и селекции плодовых растений им. И. В. Мичурина) (Мичуринск). В ЦГЛ И. И. Ванин заведовал отделом иммунитета.
Иван Иванович Ванин исследовал грибные поражения в лесах Украины, Центрально-Чернозёмной области и Северного Кавказа, также был специалистом по болезням и вредителям плодовых и ягодных культур средней полосы Европейской части СССР. Он разработал систему защитных мероприятий для садов и ягодников, изучал биологические методы борьбы с вредителями, обобщил знания по иммунитету плодовых растений.
И. И. Ванин вёл активную общественную работу, он был внештатным заведующим отдела науки газеты «Мичуринская правда», участвовал в работе общества «Знание», был председателем первичной организации этого общества. В 1966 году занесён в Книгу почёта российской республиканской организации общества «Знание».

## Семья
Отец — Иван Степанович Ванин, крестьянин села Токарёва, запасный писарь, мать — родом из села Ерахтур, крестьянка, работница на добыче торфа в Орехово-Зуеве.
Братья
- Дмитрий Иванович Ванин (5 февраля 1887 — ноябрь 1950) родился в Ерахтуре, окончил школу в Токарёве и семиклассное училище в Касимове (в 1907 году), в 1909—1912 годах — студент Петербургского лесного института. Затем работал помощником лесничего и преподавателем лесоводства в Вельске. Участник Первой мировой войны. С 1920 года — лесничий, преподаватель и заведующий Хреновской лесной школы (с 1924 года — техникума).
- Александр Иванович Ванин (1892—1978) — учёный-лесовод, исследователь Хреновского бора, преподаватель Хреновского лесного техникума (село Хреновое Бобровского района Воронежской области).
- Степан Иванович Ванин (1891—1951) — учёный и педагог, доктор сельскохозяйственных наук, профессор, специалист по лесной фитопатологии и древесиноведению. Преподавал в Воронежском сельскохозяйственном институте и Ленинградском лесном институте / лесотехнической академии.
- Григорий Иванович Ванин — работник лесного хозяйства в Московской области.

Сын, Ярослав Иванович Ванин, преподаватель.